# Physikalische Modellierung (Klangerzeugung)
Die Physikalische Modellierung (englisch Physical Modeling), auch PM-Synthese genannt, ist in der Musik ein Verfahren zur Klangerzeugung oder -veränderung, das physikalische Eigenschaften eines Musikinstruments oder akustischen Geräts in einem  mathematischen Modell abbildet. Die jeweiligen physikalischen Eigenschaften sind im Modell als Parameter frei veränder- und kombinierbar.

## Begriffsabgrenzung
Die PM-Synthese ist ein Spezialfall der mathematischen Modellierung physikalischer Vorgänge für die Belange der Akustik unter besonderer Berücksichtigung musikalischer Randbedingungen und umfasst überwiegend Schwingungsgleichungen zweiter Ordnung.
Der Begriff hat nichts mit dem allgemeinen Modellbegriff der Physik zu tun.

## Funktionsprinzip
Die Physikalische Modellierung wird bei der Klangerzeugung zur Nachahmung akustischer Instrumente wie Flöte, Geige, Sitar, Gitarre, Harfe oder Klavier, aber auch elektromechanischer und synthetischer Instrumente (z. B. Synthesizer) eingesetzt. Zum anderen können damit elektroakustische Geräte wie Gitarrenverzerrer oder -verstärker simuliert werden.
Bei der Nachbildung eines Instruments werden dessen Aufbau und Funktionen analysiert und entsprechend in Module aufgegliedert. Dies betrifft sowohl die Mechanik und deren Schwingungsverhalten, als auch eventuell vorhandene Elektronik. Je mehr Aspekte und Einflussparameter modelliert werden, desto realitätsnäher ist das Verhalten des virtuellen Instruments.
Durch Variation der Parameter können auch neue Klänge kreiert werden.

## Beispiele

### Schwingende Saite
Eine schwingende Saite wird gerne vereinfachend mit einer Sinuskurve beschrieben. Dabei wird jedoch unterschlagen, dass sie genau genommen eine zweidimensionale Bewegung vollzieht und je nach Instrument Rückwirkungen der Aufhängung auf die Saitenspannung bestehen und dadurch schon die Grundwelle grundsätzlich nicht exakt sinusförmig ist. Zudem beginnt eine gezupfte, angestrichene oder angeschlagene Saite mit jeweils unterschiedlichen Startbedingungen zu schwingen. Während der Einschwingphase stellt sich ein sehr kompliziertes Oberwellenverhalten ein, durch das sich diese Fälle voneinander unterscheiden. Konkret bildet sich durch das Anzupfen mit einem Plektrum oder dem Fingernagel ein dreiecksförmiger Verlauf der Saite, der nach dem Loslassen rasch ausklingt und zum Grundton der Saite nicht passende Obertöne erzeugt. Beim Anschlagen einer Saite wie beim Klavier hingegen ist die anfängliche Elongation zwar größer, jedoch „runder“ und lokal begrenzt, wodurch völlig andere Oberwellen erzeugt werden. Beim Streichen einer Geigensaite kommen noch weitere Zerrtöne hinzu, die durch das permanente Verhaken und Abrutschen der Saite beim Bewegen des Bogens entstehen. Auch die Schwingungen des Instrumentenkörpers und die aufgelegten Finger wirken klangbildend und dämpfend.
Diese Effekte kann man entweder dadurch berücksichtigen, dass man sie getrennt voneinander analysiert und modelliert, um sie später empirisch zu überlagern, oder man modelliert die Saite und den Klangkörper, indem man sie in kleine Abschnitte einteilt, diese mit physikalischen Grundformeln beschreibt und die Wechselwirkung mit ihren Nachbarabschnitten berücksichtigt, wobei sich das Schwingverhalten von selbst ergibt.

### Saxophon
Ein Saxophon besteht vereinfacht dargestellt aus einem Mundstück, einem Resonanzrohr und einem Trichter. Im Mundstück werden die Schallwellen durch Anblasen des Rohrblatts erzeugt; die Länge der schwingungsfähigen Luftsäule im Rohr bestimmt die Tonhöhe und ist durch die Klappen veränderbar; durch den Trichter, aus dem der Großteil des Schalls austritt, werden Abstrahlcharakteristik und Frequenzgang beeinflusst. Alle drei Elemente beeinflussen das Signal unterschiedlich. Auch beeinflussen sich die  Elemente gegenseitig, so entstehen z. B. Körperschallwellen, die die Resonanzen des Instrumentes bedingen und Obertöne erzeugen. Wird dieses Verhalten in ein mathematisches Formelsystem übertragen, so ist die Grundlage für ein virtuell erzeugtes Saxophon geschaffen.

### Virtuell analoge Synthesizer
Innerhalb der Klangsynthese in der elektronischen Musik mittels physical modelling nehmen sogenannte virtuell-analoge Synthesizer einen großen Raum ein. Bei diesen wird der Aufbau von Analogsynthesizern modelliert, indem das elektrotechnische Verhalten der Bauelemente durch Formeln für Ströme und Spannungen nachgebildet wird, wobei auch klangliche Eigenheiten der Bauelemente Berücksichtigung finden.

### Elektronische Geräte
Auch in der akustischen Musik spielen elektronische Effekte eine Rolle, wenn Mikrofone, Verstärker und Verzerrer beteiligt sind. Mit Hilfe der PM kann das akustische Verhalten bestimmter Mikrofontypen nachgebildet und auf mathematische Datenströme angewendet werden. Oftmals wird das Verhalten von Tonbandgeräten oder Röhrenverstärkern nachgebildet und dem Klang zugemischt. Derartige Funktionen sind u. a. in digitale Signalprozessoren integriert und auch als fertige Geräte erhältlich, die als eigenständige Musikinstrumente, z. B. als Gitarrenverzerrer angesehen werden können.

## Vorteile des virtuellen Modells
Der Vorteil des Verfahrens ist es, einen den Eigenheiten des jeweiligen Instruments entsprechenden, lebendigeren Klang zu erzeugen. Äußere Einflüsse wie das Spiel des Musikers können auf diese Weise sehr einfach und direkt eingebracht werden, ohne Kenntnisse über die Auswirkungen zu haben, da das Modell diese berücksichtigt. Die Verlaufsform des Klangs und der Übergang zwischen verschiedenen Spieltechniken ist dabei kontinuierlich. Ein Beispiel hierfür ist das Überblasen eines Instruments, bei dem sich das virtuelle Modell ganz dem Vorbild entsprechend verhält. Dies ist mit Sampling oder anderen Syntheseformen nicht oder nur sehr schwer möglich und erfordert Kenntnisse darüber, wie sich lauteres Spielen auf den Ton auswirkt. So muss z. B. der aggressivere Klang eines härter angeschlagenen Tons beim Flügel bei den herkömmlichen Verfahren durch vermehrtes Einblenden eines zusätzlichen, oberwellenreichen Tones erfolgen, was zwar ähnlich klingen kann, die Möglichkeiten jedoch extrem einschränkt.
Ein wesentlicher Vorteil ist, dass das Tonsignal eines Modells immer kontinuierlich verläuft und es kein Ende des Tones gibt, während bei Samples ein Dauerton durch Bildung einer Schleife erzeugt werden muss, was zu Phasensprüngen in den Oberwellen führt – zudem wird der immer gleiche Verlauf der Oberwellen zu der Grundwelle stetig wiederholt. Dadurch entstehen Artefakte und unnatürliche Muster, an denen sample-basierte Musik leicht erkannt werden kann.
Ein weiterer Vorteil besteht in der Möglichkeit, Elemente verschiedener Instrumente zu kombinieren, auch wenn diese Kombination mit echten Instrumenten nicht möglich wäre. Hierbei ist zwischen Erregern und Resonatoren zu unterscheiden. Im Beispiel des Saxophonmodells ist das Mundstück der Erreger – an dem auch die Transienten entstehen – und das Rohr und der Schalltrichter sind Resonatoren. Man hat nun zum Beispiel die Möglichkeit, das Mundstück des Saxophons mit dem Resonanzraum einer Geige zu verbinden. So entsteht ein neues virtuelles Instrument mit eigener Klangcharakteristik. Es können aber auch nur einzelne Parameter eines Instruments verändert werden, wie zum Beispiel Materialbeschaffenheit, Größe oder Anschlagstärke.
Ein wichtiger Vorteil besteht darin, dass die Parameter des Modells durch den Musiker in Echtzeit geändert werden können. So besteht die Möglichkeit, während der Darbietung intuitiv auf die Eigenschaften des zu simulierenden Instrumentes Einfluss zu nehmen. So lässt sich z. B. die Dämpfung eines virtuellen Klavierhammers oder gar die Stimmung bzw. Intonation des Diskants kontinuierlich beeinflussen und der Darbietung anpassen.

## Nachteile eines virtuellen Modells
Die Physikalische Modellierung erfordert im Vergleich zu anderen Verfahren die mit Abstand höchste Rechenleistung im Computer bzw. im Synthesizer. Je nach Art und Umfang des Modells müssen mitunter Differentialgleichungen gelöst werden und mit hohen Taktfrequenzen gerechnet werden. Um z. B. das Schwingen einer Gitarrensaite in Echtzeit nachzubilden und dabei auch die sich bildenden Resonanzen mit dem Korpus und die Interaktion mit anderen Saiten zu berücksichtigen, sind für jeden zu berechnenden Klang mehrere komplexe Gleichungen und deren Lösungen zu finden, die mit einer genügend hohen Überabtastung gerechnet werden müssen, um der Akkumulation von Fehlern entgegenzuwirken. Selbst bei generischen Gleichungen, bei denen es keine Rückkopplungen in den Rechenpfaden gibt, sind oft Tausende an Rechenschritten nötig, um einen Klang zu berechnen. Dabei stößt man schnell an die Grenzen der Möglichkeiten der Prozessoren und noch viel früher an die der Wirtschaftlichkeit. Daher werden die Modelle nach wie vor sehr stark vereinfacht, um mit aktuellen DSP-Plattformen oder gar Computern eine genügend große Zahl von Stimmen rechnen zu können. Die vorgenommenen Vereinfachungen entfernen den Klang jedoch wieder vom physikalischen Ideal.

## Plattformen
Neben einigen Realisationen in C-Software, die als Plug-in für die einschlägigen Musikprogramme verwendet werden können oder in klassische Sampler-Programme integriert sind, kommen bei der PM-Synthese vor allem DSP-Plattformen und FPGA-Plattformen zum Einsatz. DSPs sind wirtschaftlicher und einfacher handhabbar; FPGAs bieten aufgrund echt paralleler Verarbeitung die höchsten Rechenkapazitäten und Bandbreiten für hohe Sampleraten. Ein neuerer Ansatz ist die Nutzung von Grafikkarten, die besonders bei FEM-basierten Rechenmodellen Vorteile haben.
PM-Synthese findet sich heute vor allem in professionellen Synthesizern und einigen DSP-basierten Soundkarten. Die erste verfügbare Karte, die eine einfache Form des PM bot, war 1996 die Creative Soundblaster AWE 64.
Durch die fortschreitende Technologie gibt es inzwischen auch DIY-Projekte mit Einplatinencomputern und Mikrocontrollern wie AVR und STM32 als Module für eigene Aufbauten.  